# Слегка недостаточное число
Слегка недостаточное число (почти совершенное число) — недостаточное число, сумма собственных делителей которого меньше самого числа ровно на единицу.
Слегка недостаточными числами являются все степени двойки. Неизвестно, существуют ли другие слегка недостаточные числа.